# O2ワールド・ハンブルク
バークレイズ・アレーナ（Barclays Arena）は、ドイツのハンブルクにある多目的アリーナ。フォルクスパルクシュタディオンの北に位置している。

## 概要
2002年11月8日にカラー・ライン・アレーナとして完成。アイスホッケーのフリーザーズ、ハンドボール・ブンデスリーガのHSVハンブルクのホームアリーナとして利用されているほか、コンサート、プロレスのWWEサバイバー・シリーズツアー、2007年世界男子ハンドボール選手権などが開催された。2010年に新たにO2が命名権を取得し、現在の名称となった。
隣接にはフォルクスバンク・アレーナが存在する。